# Олександропіль (Мар'їнська міська громада)
Олекса́ндропіль — село (до 2011 року — селище) Мар'їнської міської громади Покровського району Донецької області, Україна. У селі мешкає 388 людей.

## Загальні відомості
Відстань до центру громади становить близько 15 км і проходить автошляхом місцевого значення. Розташоване на місці впадіння Лозової до Вовчої.
Землі села межують із територією селища Курахівка Селидівської міської ради Донецької області.

## Історія
Александргоф/Alexandrhof (Олександрівка; також Александердорф/Alexanderdorf), до 1917 — менонітське село на власній землі в Катеринославській губернії, Бахмутський повіт, Селидівська/Голицінівська волость; у радянський період — Сталінська/Донецька область, Селидівський/Сталінский (Авдот'їнський) район. Засноване 1888 року на лівому березі річки Вовча. Засновники з молочанських колоній. Менонітська громада Мемрик. Землі 1802 десятин. Село напівгосподарів (по 30 десятин землі на подвір'я). Паровий млин (1903). Школа (1889). Сільрада (1926). Мешканці: 401 (1908), 311 (1918), 434/407 німці (1926), 240 (1941).
7 (20) листопада 1917 року, відповідно до Третього Універсалу Української Центральної Ради, увійшло до складу Української Народної Республіки.  

## Населення
За даними перепису 2001 року населення села становило 388 осіб, із них 84,79 % зазначили рідною мову українську та 14,95 % — російську.